# Marguerite Stuart (1424-1445)
Pour les articles homonymes, voir Marguerite d'Écosse.
Titre
Dauphine de Viennois
24 juin 1436 – 16 août 1445
(9 ans, 1 mois et 23 jours)
Marguerite d'Écosse, née à Perth le 25 décembre 1424 et morte à Châlons-en-Champagne le 16 août 1445, est une princesse écossaise devenue dauphine de France par son mariage avec le futur Louis XI.

## Biographie

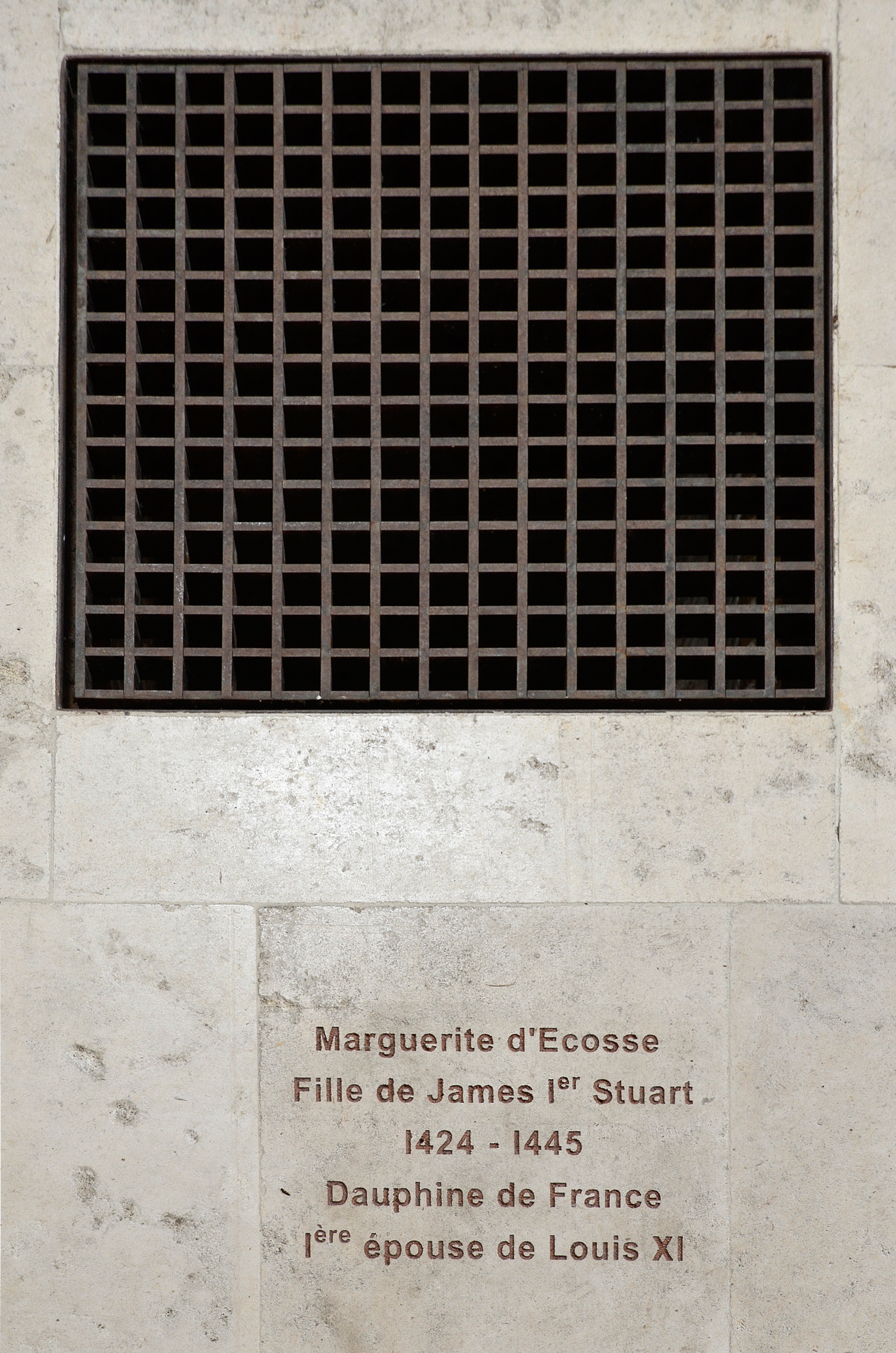
Caveau de Marguerite à Thouars.

Marguerite est le premier enfant du roi Jacques Ier d'Écosse et de son épouse Jeanne Beaufort, et la sœur aînée du futur roi Jacques II.
En 1428, Jacques Ier accepte de marier Marguerite, âgée de quatre ans, avec le dauphin Louis, futur Louis XI. Cependant, Jacques ayant obtenu que sa fille ne se rende pas en France avant d'être plus âgée.
Elle ne fut menée en France à Tours qu’en 1436 par le comte de Vendôme, Louis Ier de Bourbon-Vendôme, chargé de l’y mener, le mariage n'est célébré que le 24 juin 1436 au château de Tours par l'archevêque de Reims, Renault de Chartres. Pour son mariage, l'Écosse offre l'épée de Robert Ier. Marguerite se rend en France escortée de nobles écossais comme John Wishart. Sur le chemin, elle manque d'être interceptée par les Anglais, qui voient ce mariage d'un mauvais œil.
Décrite comme très belle et cultivée, Marguerite adore la vie de cour, mais son époux la néglige parce qu'elle a une infirmité. Elle ne s'entend pas avec son mari, allant jusqu'à prendre le parti de son beau-père Charles VII contre lui. Elle meurt à l'âge de 20 ans, de tuberculose ou de pneumonie, au cloître saint-Étienne de Châlons-en-Champagne. Sa maladie a été accentuée par le chagrin que lui avaient causé les accusations du courtisan Jamet de Tillay, qui l'avait surprise en compagnie de Jean d'Estouteville et d'un autre gentilhomme. Selon la tradition, ses derniers mots auraient été : « Fi de la vie en ce monde, ne m'en parlez plus. »

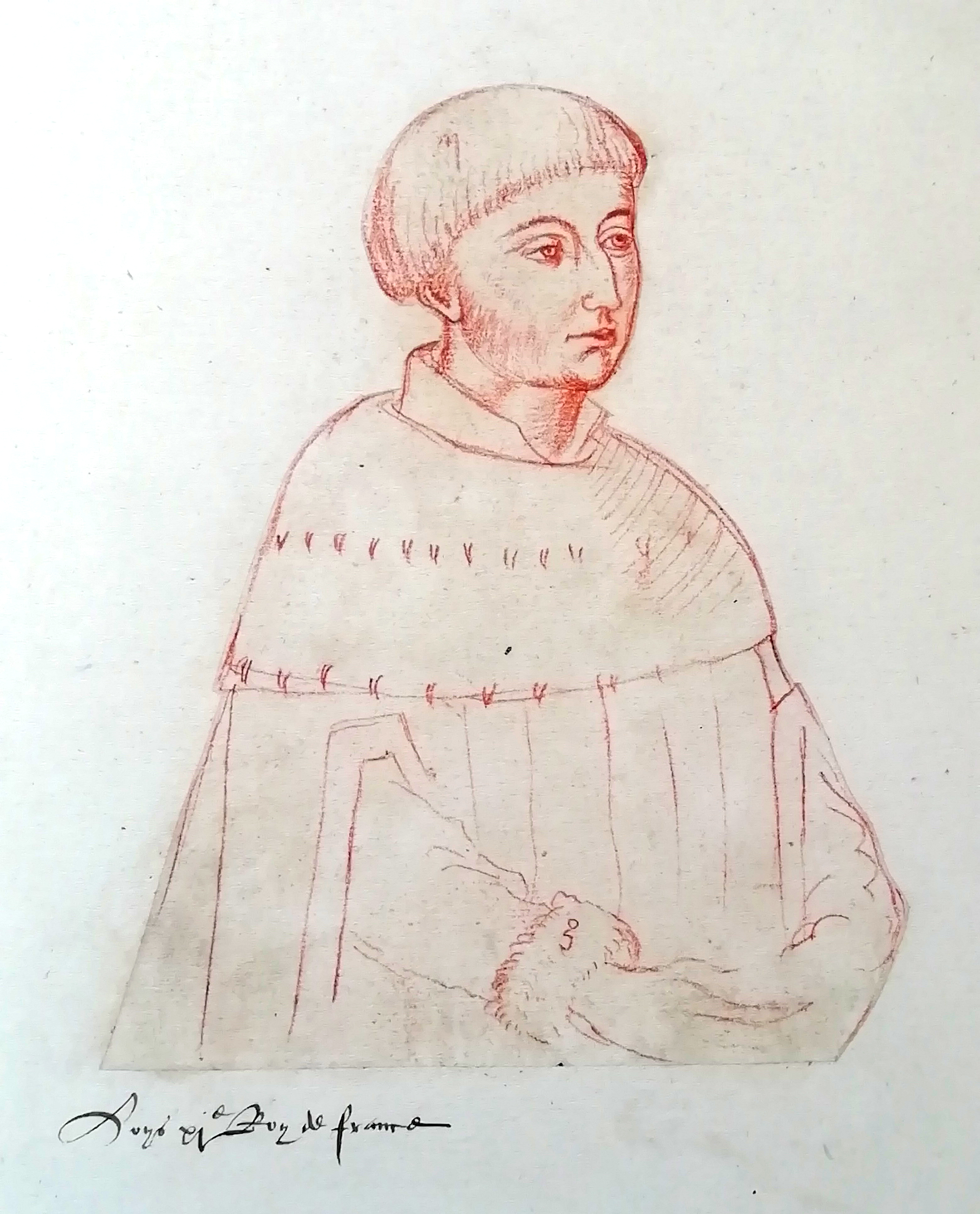
Jeune dauphin Louis (futur Louis XI), époux de Marguerite d'Écosse.

Le corps de Marguerite est d'abord inhumé en la cathédrale de Châlons. Le 1er novembre 1479, il est transféré à Thouars, dans l'église collégiale Saint-Laon.

## Une princesse artiste
Marguerite, délaissée par son époux et ne pouvant avoir d'enfants, a trouvé un dérivatif dans l'art poétique. Quoiqu'il ne reste pas trace de ses écrits, elle passait des nuits entières à composer des rondeaux ; sa cour comptait des poètes comme Jeanne Filleul, Louise de Beauchastel et une légende veut qu’elle ait donné à Alain Chartier un baiser sur la bouche (fait impossible en raison de la date de mort de ce poète : 1430, Marguerite avait alors 6 ans). Son époux le dauphin Louis la soupçonnait d'avoir des liaisons avec des poètes de son entourage (il la faisait espionner par Jamet de Tillay) ;  ce dont la dauphine se défendit jusqu'à son lit de mort.
Quoiqu'il fût d'usage de ne pas nommer les dames dans les rondeaux de l'époque, Blosseville est assez explicite dans Celle pour qui je porte l'M ; et la mort prématurée de Marguerite lui inspire Vous qui parlés de la beauté d'Élaine.